# AXA
Axa er en fransk international koncern, der har specialiseret sig i forsikring siden oprettelsen, og i formueforvaltning siden 1994.
Axa-gruppen opererer primært i Vesteuropa, Nordamerika, Stillehavsområdet i Indien og Mellemøsten med tilstedeværelse også i Afrika. Det er et konglomerat af uafhængigt drevne virksomheder, der drives i henhold til love og regler i mange forskellige lande. Det er en komponent i Euro Stoxx 50-aktiemarkedsindekset.